# 壁下山岛
壁下山是中国浙江省东北部的一个岛屿，处于马鞍列岛的中部，东临嵊山洋。

## 地理
壁下山陆地面积1.18平方公里，包括潮间带总面积1.44平方公里。北部安基山为最高点，海拔161.2米。分为壁下和安基（羊毛洞或野猫洞）两个半岛，而在1975年前实为壁下山和野猫洞（又称羊毛洞、安基，当地方言中羊毛和野猫谐音）两个独立海岛，中间为一狭窄水道。1964年连接两岛的一座木桥改建为钢筋混凝土桥，1975年通过填海筑堤两岛最终合并为一体，统一称为“壁下山”。

## 人口
现在的居民为清康熙年间开放海禁后迁来的沿海渔民后裔，祖籍多为温州、宁波、岱山。宁波裔居民多居住原壁下山，温州裔居民多居住原安基山。2000年人口普查时，有534人，以安基为多，故岛上居民以温州裔为多。

## 行政
1950年7月10日解放军进驻，属嵊山镇管辖。1954年置壁下乡，管辖壁下山、安基山、大盘山等岛。1958年置壁下人民公社，1984年7月复置壁下乡，下设安基、壁下、大盘3个村，乡政府驻地在安基。2001年壁下乡撤消，并入嵊山镇，2005年后，原壁下乡区域内设立壁下社区，壁下山属之。